# Acacia flavescens
Espèce
Répartition géographique
Classification phylogénétique
Acacia flavescens est une espèce de plantes à fleurs du genre Acacia et de la famille des Fabaceae. C'est un arbre pouvant atteindre 20 mètres endémique de l'est d'Australie (principalement dans le Queensland).

## Source de la traduction
- (en) Cet article est partiellement ou en totalité issu de l’article de Wikipédia en anglais intitulé « Acacia flavescens » (voir la liste des auteurs).